# Próby i konkursy pracy psów myśliwskich

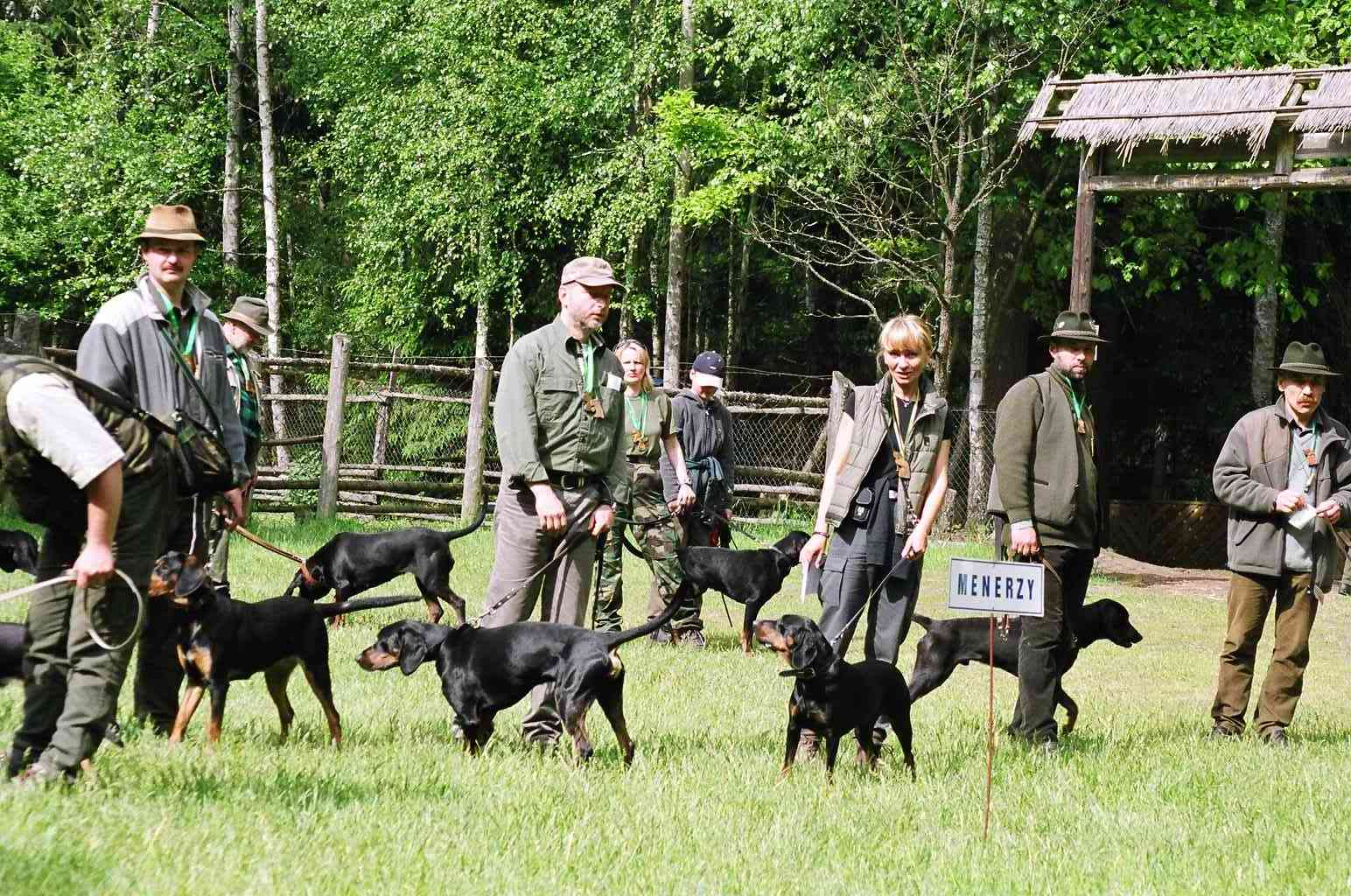
Konkurs dzikarzy i tropowców. Przechlewko, maj 2004.

Próby i konkursy pracy psów myśliwskich – cykl dorocznych imprez organizowanych przez Polski Związek Łowiecki, których  celem jest sprawdzanie i podnoszenie jakości użytkowej psów myśliwskich. Ocenie podlegają nie tylko cechy wrodzone psa, ale również umiejętności nabyte podczas szkolenia.
Próby i konkursy pracy psów myśliwskich dzielą się na kilkanaście rodzajów w zależności od użytkowego przeznaczenia psów nimi objętych:
- konkurs pracy tropowców oraz ocena tropowców w naturalnym łowisku;
- próby (do 36. miesiąca życia) i konkursy pracy posokowców oraz ocena pracy posokowców w naturalnym łowisku;
- konkurs pracy retrieverów (trzy rodzaje konkursów w tym klasa A – próby pracy młodych psów);
- próby pracy wyżłów (do 24. miesiąca życia);
- próby i konkursy pracy psów myśliwskich małych ras;
- próby i konkursy pracy norowców;
- próby i konkursy pracy jamników króliczych;
- próby i konkursy pracy dzikarzy;
- próby i konkursy pracy psów gończych;
- konkursy pracy jamników wszechstronnych.

Do konkursów zalicza się field trialsy dla wyżłów ras angielskich i wyżłów kontynentalnych, w tym memoriały im. Teodora Marchlewskiego i Kazimierza Tarnowskiego.

## Zasady uczestnictwa
Do uczestnictwa dopuszczone są wyłącznie psy zarejestrowane w Związku Kynologicznym w Polsce lub w zagranicznych organizacjach kynologicznych zrzeszonych w FCI. Ponadto dana rasa musi być dopuszczona do prób pracy według nomenklatury FCI. Regulaminy poszczególnych rodzajów prób i konkursów pracy określają, jakie rasy mogą wziąć w nich udział.
W próbach i konkursach pracy psów myśliwskich mogą brać udział psy, które w dniu imprezy mają ukończony 9. miesiąc życia. Dolną granicę wieku psów, mogących startować w próbach, określają regulaminy poszczególnych rodzajów prób (z reguły 24 miesiące). Górnej granicy wieku psów biorących udział w konkursach nie ogranicza się. Dopuszczalny wiek psa jest wyznacznikiem możliwości uczestniczenia w próbach bądź konkursach pracy.
W przypadku psów z grupy VII FCI ukończenie prób i konkursu pracy psów myśliwskich stanowi dodatkowy wymóg hodowlany.

## Ocena psów
Każdy rodzaj prób i konkursów pracy psów myśliwskich składa się z szeregu konkurencji, w których sprawdzana jest użytkowość psa. Konkursy mogą dzielić się na stopnie, z których każdy kolejny jest trudniejszy od poprzedniego. Wspólnym elementem występującym w każdym rodzaju prób i konkursów jest sprawdzenie reakcji na strzał.
Pracę psów w poszczególnych konkurencjach ocenia się stopniami od „0” do „4”.
- „0” – otrzymuje pies jeżeli nie wykona danej konkurencji,
- „1” – (źle) – jeżeli popełni zasadnicze błędy,
- „2” – (dostatecznie) – jeżeli popełni błędy o mniejszym znaczeniu praktycznym,
- „3” – (dobrze) – jeżeli popełni błędy niemające praktycznego znaczenia,
- „4” – (bardzo dobrze) – jeżeli bezbłędnie wykona przewidziane w danej konkurencji zadanie.

Regulaminy poszczególnych rodzajów prób, przewidują określony współczynnik za daną konkurencję, który jest następnie mnożony przez otrzymaną ocenę. Na przykład w próbach prasy posokowców, konkurencja „zachowanie się przy zwierzynie” ma współczynnik 7, oznacza to że w zależności od uzyskanej oceny pies w tej konkurencji może otrzymać od zera do 28 punktów. Po ukończeniu konkurencji, komisja sumuje punkty uzyskane w konkurencjach. Komisja przyznaje w każdej klasie dyplomy Iº, IIº i IIIº, zależnie od uzyskanej ogólnej liczby punktów. Jednocześnie przepisy szczegółowe wymagają by pies otrzymujący dany stopień dyplomu, zaliczył konkurencje na określonym poziomie. Jeżeli w którejś z konkurencji pies nie uzyska wymaganej dla danego stopnia oceny, to mimo zdobycia wymaganej dla danego stopnia dyplomu sumy punktów, takowego nie otrzyma.

## Champion Pracy, Międzynarodowy Championat Piękności
Na konkursach okręgowych, wojewódzkich i regionalnych, w których uczestniczy minimum 10 psów, psom uzyskującym pierwszą lokatę z dyplomem Iº komisja przyznaje wniosek na Championa Pracy (CPC). Limit psów nie dotyczy konkursów rangi krajowej i międzynarodowej przy czym konkursy międzynarodowe mogą się odbywać pod warunkiem uczestnictwa w nich co najmniej sześciu psów.
Psy myśliwskie, które otrzymały dyplom co najmniej IIIº, mogą otrzymać certyfikat użytkowości i być wystawiane na wystawach psów rasowych w klasie użytkowej. W rasach podlegających próbom pracy, tytuł Międzynarodowego Championatu Piękności (C.I.B.), może być przyznany wyłącznie psom, które uzyskały co najmniej trzecią lokatę lub ocenę „dobrą” podczas konkursów, na których przyznawany jest wniosek na Championat Pracy (CPC). Jeśli próby oceniane są za pomocą punktów, nie bierze się pod uwagę oceny, a pies musi uzyskać co najmniej 75% możliwych do uzyskania punktów.